# 埃尔隆
埃尔隆（法語：Erlon，法語發音：[ɛʁlɔ̃]）是法国上法蘭西大區埃纳省的一个市镇，属于拉昂区。

## 地理
埃尔隆（49°43'45"N, 3°42'50"E）面积8.9 平方千米，位于法国上法蘭西大區埃纳省，该省份为法国北部内陆省份，北起北部省，西接索姆省和瓦兹省，东临阿登省和马恩省，西南至塞纳-马恩省，东北部与比利时接壤。
与埃尔隆接壤的市镇（或旧市镇、城区）包括：布瓦莱帕尔尼、沙蒂永莱松、代尔西、马尔西苏马尔勒、瓦耶讷。

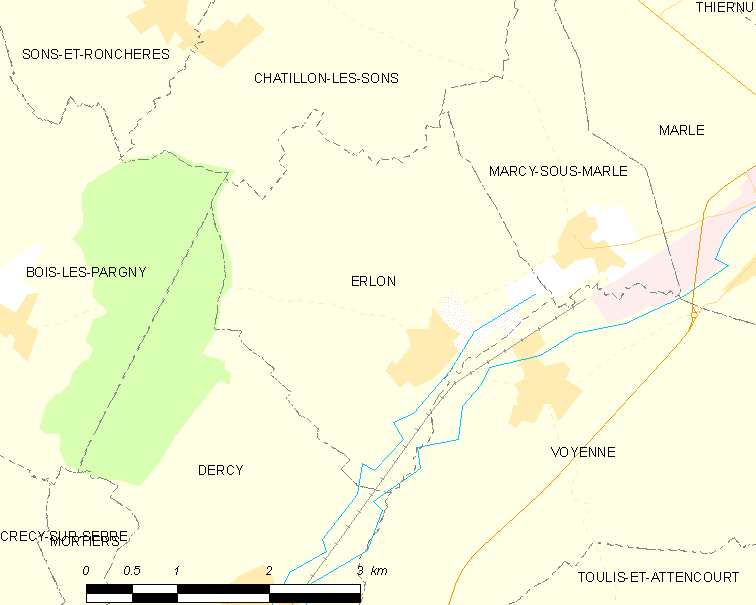
埃尔隆的OSM定位图

埃尔隆的时区为UTC+01:00、UTC+02:00（夏令时）。

## 行政
埃尔隆的邮政编码为02250，INSEE市镇编码为02283。

## 政治
埃尔隆所属的省级选区为马尔勒县。

## 人口

1962-2008年间埃尔隆人口变化图示

埃尔隆于2022年1月1日时的人口数量为284人。